# Liste der Baudenkmäler in Marklkofen
Auf dieser Seite sind die Baudenkmäler in der niederbayerischen Gemeinde Marklkofen zusammengestellt. Diese Tabelle ist eine Teilliste der Liste der Baudenkmäler in Bayern. Grundlage ist die Bayerische Denkmalliste, die auf Basis des Bayerischen Denkmalschutzgesetzes vom 1. Oktober 1973 erstmals erstellt wurde und seither durch das Bayerische Landesamt für Denkmalpflege geführt wird. Die folgenden Angaben ersetzen nicht die rechtsverbindliche Auskunft der Denkmalschutzbehörde.

## Baudenkmäler nach Ortsteilen

### Marklkofen
| Lage                                | Objekt                                     | Beschreibung | Akten-Nr.     | Bild                     |
| ----------------------------------- | ------------------------------------------ | --- | ------------- | ------------------------ |
| Frontenhausener Straße 2 (Standort) | Wohnhaus                                   | zweigeschossiger Satteldachbau mit reich gegliederter gründerzeitlicher Fassade, viertes Viertel 19. Jahrhundert; Einfahrtstor, gleichzeitig                            | D-2-79-126-4  | Wohnhaus                 |
| Hauptstraße 17 (Standort)           | Wohn- und Geschäftshaus                    | zweigeschossiger Mansarddachbau mit klassizisierender Fassadengestaltung, um 1870/80.                                                                                   | D-2-79-126-5  | Wohn- und Geschäftshaus  |
| Hauptstraße 20 (Standort)           | Ehemaliges Expositurhaus                   | zweigeschossiger Walmdachbau, Anfang 19. Jahrhundert | D-2-79-126-8  | Ehemaliges Expositurhaus |
| Kirchweg 1 (Standort)               | Katholische Pfarrkirche Mariae Himmelfahrt | dreischiffige Pseudobasilika, die drei östlichen Mittelschiffjoche und Turmunterbau romanisch, Ausbau und Erweiterung im 15. Jahrhundert und 1850–1882; mit Ausstattung | D-2-79-126-10 | weitere Bilder           |

### Aiglkofen
| Lage                              | Objekt                                 | Beschreibung | Akten-Nr.     | Bild                                   |
| --------------------------------- | -------------------------------------- | --- | ------------- | -------------------------------------- |
| Dingolfinger Straße 3 (Standort)  | Mittertennhaus                         | Satteldachbau mit Blockbau-Obergeschoss, Hochlaubenschrot und Traufschrot, Mitte 18. Jahrhundert                                      | D-2-79-126-13 | Mittertennhaus                         |
| Dingolfinger Straße 14 (Standort) | Katholische Filialkirche St. Peter     | Saalkirche mit Westturm und eingezogenem Chor, Anfang 18. Jahrhundert; mit Ausstattung                                                | D-2-79-126-15 | Katholische Filialkirche St. Peter     |
| Dingolfinger Straße 17 (Standort) | Bauernhaus eines ehemaligen Hakenhofes | Satteldachbau mit Blockbau-Obergeschoss, Hochlaube und Traufschrot, 18. Jahrhundert                                                   | D-2-79-126-18 | Bauernhaus eines ehemaligen Hakenhofes |
| Dingolfinger Straße 34 (Standort) | Hakenhof                               | mittelsteiler Satteldachbau mit verschaltem Blockbau-Obergeschoss, Traufschrot und Riegel-Bundwerkstadel, 18. und 19. Jahrhundert     | D-2-79-126-20 | Hakenhof                               |
| Milchstraße 8 (Standort)          | Bauernhaus eines Vierseithofes         | Satteldachbau mit Blockbau-Obergeschoss, Trauf- und Giebelschrot, Mitte 18. Jahrhundert                                               | D-2-79-126-21 | Bauernhaus eines Vierseithofes         |
| Ringstraße 7 (Standort)           | Ehemaliger Hakenhof                    | Blockbau mit Satteldach, Giebel- und Hochlaubenschrot, ostseitig mit Traufschrot und ausgemauertem Erdgeschoss, Mitte 17. Jahrhundert | D-2-79-126-22 | Ehemaliger Hakenhof                    |

### Aunkofen
| Lage                                      | Objekt                                | Beschreibung | Akten-Nr.     | Bild                                  |
| ----------------------------------------- | ------------------------------------- | --- | ------------- | ------------------------------------- |
| Angerstraße 1 (Standort)                  | Kapelle                               | neugotischer Satteldachbau mit Fries, Ende 19. Jahrhundert; mit Ausstattung                                                                                          | D-2-79-126-27 | Kapelle                               |
| Angerstraße 12; Leonhardiweg 1 (Standort) | Ehemaliger Stallstadel                | Satteldachbau mit Blockbau-Obergeschoss und Traidboden, Anfang 19. Jahrhundert                                                                                       | D-2-79-126-24 | Ehemaliger Stallstadel                |
| Angerstraße 15 (Standort)                 | Bauernhaus eines Dreiseithofes        | zweigeschossiger Satteldachbau, rückwärts mit Blockbau-Obergeschoss, Ende 18. Jahrhundert; Querstadel mit Traidboden und Blockbau-Obergeschoss, Ende 18. Jahrhundert | D-2-79-126-26 | Bauernhaus eines Dreiseithofes        |
| Leonhardiweg 6 (Standort)                 | Katholische Filialkirche St. Leonhard | Saalkirche mit Nordturm und nicht eingezogenem Chor, Langhaus und Turmunterbau 14. Jahrhundert, Chor 15. Jahrhundert, barock verändert; mit Ausstattung              | D-2-79-126-25 | Katholische Filialkirche St. Leonhard |

### Bogen
| Lage               | Objekt                         | Beschreibung | Akten-Nr.     | Bild |
| ------------------ | ------------------------------ | --- | ------------- | ---- |
| Bogen 1 (Standort) | Bauernhaus eines Dreiseithofes | Satteldachbau mit verschaltem Blockbau-Obergeschoss und Traufschrot, 18./19. Jahrhundert                          | D-2-79-126-28 | BW   |
| Bogen 3 (Standort) | Einfirsthof                    | Wohnteil als zweigeschossiger Blockbau mit Satteldach, Giebel- und Traufseitschrot, bezeichnet 1763, erbaut 1631. | D-2-79-126-29 | BW   |

### Freinberg
| Lage                     | Objekt                                    | Beschreibung                                                                  | Akten-Nr.     | Bild |
| ------------------------ | ----------------------------------------- | ----------------------------------------------------------------------------- | ------------- | ---- |
| Dorfstraße 10 (Standort) | Bauernhaus eines ehemaligen Dreiseithofes | Satteldachbau mit Blockbau-Obergeschoss und Traufschrot, Ende 18. Jahrhundert | D-2-79-126-30 | BW   |
| Dorfstraße 21 (Standort) | Kapelle St. Trinitas                      | Saalbau mit Westturm, erbaut 1845; mit Ausstattung                            | D-2-79-126-31 | BW   |

### Gindlkofen
| Lage                      | Objekt         | Beschreibung                                                                             | Akten-Nr.     | Bild           |
| ------------------------- | -------------- | ---------------------------------------------------------------------------------------- | ------------- | -------------- |
| Milchstraße 30 (Standort) | Straßenkapelle | kleiner Satteldachbau mit polygonaler Apsis, 3. Viertel 19. Jahrhundert; mit Ausstattung | D-2-79-126-32 | Straßenkapelle |

### Göttersberg
| Lage                     | Objekt     | Beschreibung                                                                                | Akten-Nr.     | Bild |
| ------------------------ | ---------- | ------------------------------------------------------------------------------------------- | ------------- | ---- |
| Göttersberg 1 (Standort) | Bauernhaus | Satteldachbau mit Blockbau-Obergeschoss, Giebel- und Traufschrot, 2. Hälfte 18. Jahrhundert | D-2-79-126-33 | BW   |

### Hackl
| Lage                  | Objekt    | Beschreibung                        | Akten-Nr.     | Bild |
| --------------------- | --------- | ----------------------------------- | ------------- | ---- |
| Nähe Hackl (Standort) | Bildstock | 18. Jahrhundert; östlich des Hofes. | D-2-79-126-35 | BW   |

### Hub
| Lage             | Objekt     | Beschreibung                                                                                     | Akten-Nr.     | Bild |
| ---------------- | ---------- | ------------------------------------------------------------------------------------------------ | ------------- | ---- |
| Hub 3 (Standort) | Bauernhaus | zweigeschossiger Satteldachbau mit Kniestock, Hochlaube und Traufschrot, im Kern 18. Jahrhundert | D-2-79-126-38 | BW   |

### Johannisschwimmbach
| Lage                              | Objekt                                           | Beschreibung                                                               | Akten-Nr.     | Bild |
| --------------------------------- | ------------------------------------------------ | -------------------------------------------------------------------------- | ------------- | ---- |
| In Johannisschwimmbach (Standort) | Katholische Filialkirche St. Johannes der Täufer | kleiner gotischer Saalbau mit Dachreiter, 15. Jahrhundert; mit Ausstattung | D-2-79-126-39 | BW   |

### Loh
| Lage                    | Objekt                | Beschreibung | Akten-Nr.     | Bild |
| ----------------------- | --------------------- | --- | ------------- | ---- |
| Lohstraße 16 (Standort) | Ehemaliges Bauernhaus | Mittertennhaus mit Satteldach, verschaltem Blockbau-Obergeschoss, sowie Trauf- und Giebelschrot, 18./19. Jahrhundert | D-2-79-126-42 | BW   |

### Mülleröd
| Lage                  | Objekt        | Beschreibung                                                                                | Akten-Nr.     | Bild |
| --------------------- | ------------- | ------------------------------------------------------------------------------------------- | ------------- | ---- |
| Mülleröd 2 (Standort) | Weilerkapelle | kleiner Saalbau mit Dachreiter, Ende 19. Jahrhundert; mit Ausstattung                       | D-2-79-126-43 | BW   |
| Mülleröd 5 (Standort) | Wohnhaus      | Satteldachbau mit Blockbau-Obergeschoss, Trauf- und Giebelschrot, 2. Hälfte 18. Jahrhundert | D-2-79-126-45 | BW   |

### Poxau
| Lage                              | Objekt                                              | Beschreibung | Akten-Nr.     | Bild                                                |
| --------------------------------- | --------------------------------------------------- | --- | ------------- | --------------------------------------------------- |
| Hofmarkstraße 24 (Standort)       | Kleinhaus                                           | zweigeschossiger Giebelbau mit Flachsatteldach, Blockbau giebelseitig verputzt, 18. Jahrhundert | D-2-79-126-46 | Kleinhaus                                           |
| Hofmarkstraße 46 (Standort)       | Blockbau-Obergeschoss eines ehemaligen Bauernhauses | mit Giebelschrot, im Kern 2. Hälfte 17. Jahrhundert, 1979 von Hs. Nr. 44 nach Hofmarkstraße 46 umgesetzt. | D-2-79-126-47 | Blockbau-Obergeschoss eines ehemaligen Bauernhauses |
| Kalvarienbergstraße 12 (Standort) | Katholische Filialkirche St. Georg und Martin       | Saalbau mit Südturm und eingezogenem Chor, im Kern gotisch, im 18. Jahrhundert und 1904/05 verändert; mit Ausstattung | D-2-79-126-49 | weitere Bilder                                      |
| Kalvarienbergstraße 17 (Standort) | Kalvarienberg                                       | mit Kreuzgruppe und Stationshäuschen mit Reliefs, nach Mitte 19. Jahrhundert; Kalvarienbergkapelle, mit Heiligem Grab unter der Oberkapelle, 1735; mit Ausstattung | D-2-79-126-51 | weitere Bilder                                      |
| Klosterstraße 25 (Standort)       | Ehemaliges Schloss                                  | ehemaliges Kloster der Armen Schulschwestern (1857–2006), dreigeschossige Walmdachbauten um Fünfeckhof in beherrschender Hochlage, 1710, im Nordwestteil Mauerteile aus der 1. Hälfte 16. Jahrhundert, katholische Schlosskapelle St. Karl Borromäus im südöstlichen Trakt, 1710; mit Ausstattung; Hanggärten als grüne Sockelzone der Anlage; mit Backsteinmauer als Umfriedung. | D-2-79-126-52 | weitere Bilder                                      |

### Rosenmühl
| Lage                    | Objekt           | Beschreibung | Akten-Nr.     | Bild |
| ----------------------- | ---------------- | --- | ------------- | ---- |
| Rosenmühle 2 (Standort) | Ehemals Wohnhaus | Flachsatteldachbau mit Blockbau-Giebel, verputztem Blockbau-Obergeschoss, Kniestock und giebelseitigen Schroten, 1. Viertel 19. Jahrhundert | D-2-79-126-53 | BW   |

### Schwingham
| Lage                    | Objekt                               | Beschreibung | Akten-Nr.     | Bild |
| ----------------------- | ------------------------------------ | --- | ------------- | ---- |
| Schwingham 2 (Standort) | Wohnhaus des ehemaligen Vierseithofs | zweigeschossiger Massivbau mit Flachsatteldach und Blockbau-Kniestock, 1869, Glockenstuhl bezeichnet 1882; zugehörig Torhaus in Ecklage, zweigeschossiger Putzbau mit Durchfahrt, Heiligenfresken und integrierter Kapelle, im Obergeschoss Troadboden, gleichzeitig. | D-2-79-126-54 | BW   |

### Steinberg
| Lage                            | Objekt                                    | Beschreibung | Akten-Nr.     | Bild           |
| ------------------------------- | ----------------------------------------- | --- | ------------- | -------------- |
| Buchenstraße 6 (Standort)       | Bauernhaus                                | zweigeschossiger Blockbau mit Satteldach und Traufschrot, Sockelbereich ausgemauert, zweite Hälfte 18. Jahrhundert, östlicher Trakt erneuert; Blockbau-Stadel, bezeichnet 1779 | D-2-79-126-55 | BW             |
| Josef-Winter-Platz 4 (Standort) | Katholische Pfarrkirche Mariä Himmelfahrt | Saalkirche mit Nordturm, Chor 15. Jahrhundert, Langhaus 1934; mit Ausstattung                                                                                                  | D-2-79-126-59 | weitere Bilder |

### Ulrichschwimmbach
| Lage                            | Objekt                              | Beschreibung | Akten-Nr.     | Bild |
| ------------------------------- | ----------------------------------- | --- | ------------- | ---- |
| In Ulrichschwimmbach (Standort) | Katholische Filialkirche St. Ulrich | schlichter gotischer Saalbau mit Dachreiter und nicht eingezogenem Chor, Mitte 15. Jahrhundert, 1680 verändert; mit Ausstattung | D-2-79-126-61 | BW   |

### Warth
| Lage                       | Objekt                     | Beschreibung | Akten-Nr.     | Bild           |
| -------------------------- | -------------------------- | --- | ------------- | -------------- |
| Schloßstraße 9 (Standort)  | Ehemals Kleinbauernhaus    | Satteldachbau mit Blockbau-Obergeschoss, im Kern 18./19. Jahrhundert, Dach später                                                                                  | D-2-79-126-63 | BW             |
| Schloßstraße 41 (Standort) | Schloss                    | unregelmäßige zweigeschossige Anlage mit drei Flügeln, im Kern wohl 16. Jahrhundert, nach Zerstörung 1648 verändert aufgebaut                                      | D-2-79-126-64 | weitere Bilder |
| Sonnenstraße 2 (Standort)  | Ehemaliges Kleinbauernhaus | Satteldachbau mit Blockbau-Obergeschoss, im Kern zweite Hälfte 18. Jahrhundert                                                                                     | D-2-79-126-65 | BW             |
| Sonnenstraße 9 (Standort)  | Ehemaliges Bauernhaus      | zweigeschossiger Blockbau mit Flachsatteldach, und zweiseitig umlaufendem Schrot und Giebelschrot, Erdgeschoss teilweise ausgemauert, erste Hälfte 18. Jahrhundert | D-2-79-126-66 | BW             |

### Weiher
| Lage                | Objekt                                  | Beschreibung | Akten-Nr.     | Bild |
| ------------------- | --------------------------------------- | --- | ------------- | ---- |
| Weiher 5 (Standort) | Wohnhaus eines ehemaligen Vierseithofes | zweigeschossiger massiver Satteldachbau mit Traufschrot, erstes Viertel 19. Jahrhundert; Riegel-Bundwerkstadel, erstes Viertel 19. Jahrhundert | D-2-79-126-68 | BW   |

### Wildenschönau
| Lage                       | Objekt                         | Beschreibung | Akten-Nr.     | Bild |
| -------------------------- | ------------------------------ | --- | ------------- | ---- |
| Wildenschönau 1 (Standort) | Bauernhaus eines Vierseithofes | Flachsatteldachbau mit Blockbau-Obergeschoss und zwei Giebelschroten, Giebel verschalt, im Kern zweite Hälfte 18. Jahrhundert | D-2-79-126-69 | BW   |

### Wunder
| Lage                   | Objekt   | Beschreibung                                                                                                  | Akten-Nr.     | Bild |
| ---------------------- | -------- | --- | ------------- | ---- |
| Tannenweg 7 (Standort) | Wohnhaus | mit Blockbau-Obergeschoss, zweiseitig umlaufendem Schrot und mittelsteilem Dach, erste Hälfte 19. Jahrhundert | D-2-79-126-70 | BW   |

## Ehemalige Baudenkmäler
In diesem Abschnitt sind Objekte aufgeführt, die früher einmal in der Denkmalliste eingetragen waren, jetzt aber nicht mehr. Objekte, die in anderem Zusammenhang also z. B. als Teil eines Baudenkmals weiter eingetragen sind, sollen hier nicht aufgeführt werden. Aktennummern in diesem Abschnitt sind ehemalige, jetzt nicht mehr gültige Aktennummern.

| Lage                                       | Objekt                      | Beschreibung | Akten-Nr.     | Bild                       |
| ------------------------------------------ | --------------------------- | --- | ------------- | -------------------------- |
| Grietzen Grietzen 5 (Standort)             | Wohnhaus eines Dreiseithofs | Satteldachbau mit Blockbau-Obergeschoss und Traufschrot, 2. Hälfte 18. Jahrhundert, Traufschrot 19. Jahrhundert | D-2-79-126-34 | BW                         |
| Steinberg Marklkofener Straße 1 (Standort) | Ehemaliges Kleinbauernhaus  | Satteldachbau mit Blockbau-Obergeschoss und Kniestock, 18./19. Jahrhundert                                      | D-2-79-126-60 | Ehemaliges Kleinbauernhaus |